# Гільєрмо Кальво
Гільєрмо Антоніо Кальво (англ. Guillermo Antonio Calvo; 1941, м. Буенос-Айрес, Аргентина) — американський учений-економіст аргентинського походження, що спеціалізується на дослідженнях у галузі макроекономіки, міжнародної економіки та грошово-кредитної політики в країнах, що розвиваються.

## Біографія

### Молоді роки та освіта
Гільєрмо Кальво народився в Буенос-Айресі в сім'ї службовця Центрального банку Аргентини. Молодий економіст пішов по стопах батька і на початку кар'єри працював у дослідницькому відділі Центрального банку під керівництвом Хуліо Олівера, майбутнього автора ефекту Олівера — Танзі. У 1965 році Кальво закінчив магістратуру Єльського університету і там же 1974 року захистив докторську дисертацію. Викладачами Кальво були майбутні лауреати Нобелівської премії з економіки Тьялінг Купманс, Джеймс Тобін і Едмунд Фелпс. Під керівництвом останнього Кальво захистив дисертацію про оптимальне економічне зростання в моделі капіталу з урахуванням різних вікових груп основних фондів.

### Наукова діяльність
Впродовж професійної кар'єри Кальво неодноразово працював як у наукових установах, так і у відомствах, які займаються економічною політикою. Наукова кар'єра Кальво розпочалася в Колумбійському університеті в Нью-Йорку одразу після захисту дисертації (1969—1972).
Г. Кальво був також професором Університету Пенсільванії (1984, 1986—1990), Чикаго (1981) і Меріленда (1994—2006), а також кілька разів отримував призначення на дослідницьку роботу або був запрошеним професором.
Дослідницьку діяльність Кальво прийнято розділяти на два етапи. У першій половині свого життя він вважався теоретиком, а в другій — економістом з теоретичним ухилом, орієнтованим на прикладні питання економічної політики. Кальво заробив репутацію видного вченого в галузі сучасної макроекономіки та економік, що розвиваються, зокрема, країн Латинської Америки. Виступаючи на конференції МВФ, організованій на честь Кальво, Андрес Веласко, на той час професор Гарвардський університет, а потім міністр фінансів Чилі, зазначив, що якщо є бодай одна «людина, яка повернула сучасну економіку в бік розв'язання проблем країн на південь від річки Ріо-Браво, то це Гільєрмо Кальво».

### Робота в МВФ і Міжамериканському банку розвитку
Друга частина життя Кальво пов'язана з економічною практикою. У 1986 році після десятиліття роботи в Колумбійському університеті, Кальво перейшов в Університет Пенсільванії. Однак зміна обставин була недовгою. Яків Френкель, на той час головний економіст МВФ, запросив перейти до нього на службу, і з 1988 до 1994 року Кальво працював у Фонді як старший радник, опублікувавши велику кількість наукових праць, в яких він досліджував проблеми валютних курсів, ринків, що формуються, і економік перехідного періоду. Саме у МВФ Кальво зацікавився питаннями економічної політики.
У Фонді йому довелося працювати з майбутніми зірками: Карлосом Вегом, Енріке Мендозою, Пабло Гвідотті, Леонардо Лейдерманом і Кармен Рейнхарт. Разом із Гвідотті він працював над питаннями державного боргу, що вилилося в аналіз доларизації фінансових зобов'язань. З Карлосом Вегом він поліпшив модель жорстких цін. З Енріке Мендозою Кальво працював над темою зовнішньої торгівлі. У співавторстві з Леонардо Лейдерманом і Кармен Рейнхарт група економістів дійшла висновку про те, що грошово-кредитна політика у США є драйвером потоків капіталу в Латинській Америці. Вони були відомі як хлопчики та дівчатка Кальво, — зауважує один з його пізніших співавторів, Ернесто Тальві з Брукінгського інституту. Кармен Рейнхарт з Урядової школи ім. Джона Кеннеді Гарвардського університету вважається однією з найвидатніших послідовників Кальво.
За передбачення валютної кризи в Мексиці 1994 року газета New York Times охрестила Кальво 'пророком фінансового страшного суду. Знадобилося кілька десятиліть криз, включно з азійською фінансовою кризою 1997—1998 років, щоб переконати економістів користуватися розробками Кальво і його учнів.
Впродовж тривалого періоду часу він здійснював помітний вплив на харектер дискусії щодо змісту економічної політики, перебуваючи у МВФ (1988—1993), Міжамериканському банку розвитку (2001—2006) або відомих університетах. За всього різноманіття аналітичної роботи Кальво лише один раз займався офіційною економічною політикою на позиції радника міністра фінансів Аргентини 1996 року. Однак на цій посаді він пробув лише два місяці.

### Повернення до наукової діяльності
У 2007 році після п'яти років роботи головним економістом Міжамериканського банку розвитку Кальво вирішив повернутися в Колумбійський університет, де став директором програми економічної політики. У 2008 році видавництво Массачусетського технологічного інституту випустило збірку есеїв, присвячену Гільєрмо Кальво, «Гроші, кризи і перехід до ринкової економіки», на честь його внеску в розвиток макроекономіки.

## Досягнення в економічній теорії
Наукова та дослідницька робота Кальво сконцентрована на трьох ключових темах: критиці загальноприйнятих очікувань від економічної політики, аналізі неузгодженої в часі політики та супутніх їй проблем довіри, а також поліпшенні моделювання для пояснення таких ринкових феноменів як номінальна жорсткість цін.

### Проблема неузгодженої в часі грошово-кредитної політики
У 1977 році Едвард Прескотт і Фінн Кідланд на теоретичному прикладі розкрили проблему динамічної неузгодженості політики, за що 2004 року отримали Нобелівську премію з економіки. Роком пізніше Кальво, працюючи незалежно від Прескотта і Кідланда, показав, що грошова влада ухвалює непослідовні рішення, діючи на власний розсуд, навіть попри те, що вона має такі самі вподобання, що й суспільство[прояснити]. На думку Кальво, неузгодженість у часі та зростаюча втрата довіри не є серйозною проблемою в розвинених економіках, проте є критичними для економік, що розвиваються. У результаті багато країн пішли на обмеження можливостей органів регулювання ухвалювати дискреційні рішення, зробивши центральні банки більш незалежними та перейшовши на публічне оголошення цільових орієнтирів інфляції.[прояснити]

### Номінальна жорсткість ціни та заробітної плати
Інше завдання, яке стояло перед Кальво, — проаналізувати події, які не вдавалося пояснити за допомогою теорії загальної рівноваги. 1981 року Аргентина, чиї повторювані економічні кризи регулярно надихали Кальво на дослідження, девальвувала песо. Внутрішні ціни мали змінитися, проте підвищення цін не відбулося. Розбираючись, чому цього не сталося, Кальво скористався моделями своїх колег з Колумбійського університету Едмунда Фелпса і Джона Тейлора. Їхні моделі враховували так звану жорсткість цін і заробітної плати в умовах мінливого середовища. Кальво спростив їх таким чином, щоб ураховувати жорсткість цін у моделі загальної рівноваги.
Знадобився час, щоб написана 1983 року робота завоювала визнання. До 1990-х років модель ціноутворення Кальво стала «робочою конячкою» макроекономіки. Крім того, Кальво є автором теоретичних праць з питань завантаження виробничих потужностей, ієрархічних сходів в організаціях, структурного безробіття, міжнародної торгівлі, реальних відсоткових ставок і валютних курсів, а також економіки справедливості.

## Відомі учні Гільєрмо Кальво
- Карлос Вег, професор міжнародної економіки Університету Джонса Гопкінса;
- Енріке Мендоза, професор економіки Пенсильванського університету;
- Пабло Гвідотті, професор економіки Університету Торкуато Ді Телья;
- Леонардо Лейдерман, професор порівняльної економіки Тель-Авівського університету;
- Кармен Рейнхарт, професор міжнародної фінансової системи Школи управління ім. Джона Ф. Кеннеді. Джона Ф. Кеннеді Гарвардського університету.

## Інтерв'ю Гільєрмо Кальво
- Роу Дж. Великий теоретик і практик: Джеймс Л. Роу бере інтерв'ю в економіста Гільєрмо Кальво // Фінанси & розвиток. — 2007. — 3. — С. 4-7.
- На шляху до економічної теорії реальності: інтерв'ю з Гільєрмо Кальво // Macroeconomic Dynamics, 2005. — № 9. — pp. 123—145.
- De Pablo J.C. Entrevista a Guillermo Antonio Roberto Calvo (іспанською мовою). Instituto de Economía y Finanzas. Facultad de Ciencias Económicas, Universidad de Córdoba, 2006.

## Видання
- Збірка есе, присвячена Гільєрмо Кальво: Money, crises, and transition: essays in honor of Guillermo A. Calvo. — Cambridge, Mass.: MIT Press, 2008.
- Calvo G. Macroeconomics in times of liquidity crises: searching for economic essentials. — Cambridge, MA: MIT Press, 2016.
- Calvo G. Emerging capital markets in turmoil: bad luck or bad policy. — Cambridge, Mass.: MIT Press, 2005.
- Calvo G. Mexico's balance-of-payments crisis: a chronicle of death foretold. — Washington, D.C.: Board of Governors of the Federal Reserve System, 1996.
- Calvo G. Money, exchange rates, and output. — Cambridge, Mass.: MIT Press, 1996.

## Найвідоміші наукові публікації
- Calvo G. Staggered prices in a utility-maximizing framework // Journal of monetary Economics, 1983. — № 3. — Pp. 383—398.[недоступне посилання з Липень 2018]
- Calvo G., Reinhart C. Fear of floating // The Quarterly Journal of Economics, 2002. — № 2. — Pp. 379—408.
- Calvo G., Leiderman L., Reinhart C. Capital inflows and real exchange rate appreciation in Latin America: the role of external factors // IMF Staff Papers, 1998. — № 1. — Pp. 108—151.
- Calvo G. Capital flows and capital-market crises: the simple economics of sudden stops // Journal of Applied Economics, 1998. — № 1. — Pp. 35—54.
- Calvo G., Mendoza E. Rational contagion and the globalization of securities markets // Journal of international economics, 2000. — № 1. — Pp. 79—113.